# Look At Us
Look at Us (en español: Míranos) es el álbum de estudio debut del dúo estadounidense de música pop Sonny & Cher lanzado el 2 de agosto de 1965 por la compañía discográfica Atco Records.

## Información general
Sonny y Cher lanzó este álbum a finales de 1965 después de su single "I Got You Babe", que había alcanzado el puesto número 1 en ambos lados del Atlántico. Este álbum pasó 8 semanas en el puesto número 2 en los Estados Unidos. También fue top ten en el Reino Unido. Así como "I Got You Babe", el álbum contiene la lista Billboard Hot 100 singles de éxito "Just You" (EE. UU. # 2) y "The Letter" (EE. UU. # 5).Este álbum fue certificado Multi Platino por vender más de 10,000,000 millones de copias en Estados Unidos.

## Lista de canciones

### Lado A
| # | Título            | Composición                             | Duración |
| - | ----------------- | --------------------------------------- | -------- |
| 1 | I Got You Babe    | Sonny Bono                              | 3:11     |
| 2 | Unchained Melody  | Hy Zaret/Alex North                     | 3:52     |
| 3 | Then He Kissed Me | Phil Spector/Ellie Greenwich/Jeff Barry | 2:56     |
| 4 | Sing C'est la Vie | Sonny Bono/Charles Green/Bob Stone      | 3:39     |
| 5 | It's Gonna Rain   | Sonny Bono/Hedy West                    | 4:06     |

### Lado B
| # | Título                             | Composición                               | Duración |
| - | ---------------------------------- | ----------------------------------------- | -------- |
| 1 | Just You                           | Sonny Bono                                | 3:36     |
| 2 | The Letter                         | Harrys/Terry                              | 2:09     |
| 3 | Let It Be Me                       | Gilbert Bécaud/Mann Curtis/Pierre Delanoë | 2:25     |
| 4 | You Don't Love Me                  | Raye                                      | 2:32     |
| 5 | You've Really Got a Hold on Me     | Smokey Robinson                           | 2:24     |
| 6 | Why Don't They Let Us Fall in Love | Phil Spector, Ellie Greenwich, Jeff Barry | 2:29     |

## Personal
- Voz principal: Cher
- Voz principal: Sonny Bono
- Tambores - Frank Capp
- Guitarra - Barney Kessel
- Piano - Don Randi
- Bajo - Lyle Ritz
- Guitarra - Steve Mann
- Tambores - Hal Blaine
- Piano - Harold Battiste
- Guitarra - Monte Dunn
- Percusión - Gene Estes
- Bajo - Cliff Hills
- Guitarra Donald Peake
- Clavicémbalo - Michel Rubini
- Percusión - Brian Stone

### Producción
- Productor: Sonny Bono
- Ingeniero: Stan Ross
- Arreglado: Harold Battiste Jr.